# Каллінік III Константинопольський
Каллінік III (грец. Καλλίνικος Γ΄), (? — 20 листопада 1726) — Вселенський патріарх Константинополя протягом одного дня в 1726 році. Іноді його не зараховують до числа патріархів, а Каллінік IV, який був Патріархом протягом короткого часу в 1757 році, тоді зараховується як третій з цього імені.

## Життєпис
Каллінік був уродженцем Наксоса і до того, як був обраний патріархом Константинопольським, був митрополитом Гераклеї.
Коли Єремі III був скинутий 19 листопада 1726 року, Каллінік був обраний Патріархом увечері того ж дня, але він помер у своєму домі в ніч перед інтронізацією, можливо, від серцевого нападу через щастя в його вибори.
Гонорар за призначення, який він мав заплатити османському султану, щоб дозволити йому бути обраним, був максимальним, коли-небудь досягнутим: не менше 36 400 курушів, приблизно 5 600 золотих фунтів. Високі суми цих зборів за призначення, які Грецька Церква ледве могла собі дозволити, були спричинені як жадібністю османських правителів, так і суперництвом і чварами в грецькій громаді, що призвело до швидких змін і повторного призначення Патріархів. Після скандалу через таку велику суму, витрачену за один день правління, ситуація повільно покращилася завдяки більш тривалому правлінню та меншим гонорарам.